# Maria Kawamura
Maria Kawamura (jap. 川村 万梨阿, Kawamura Maria; * 21. November 1961 in Tokio als Shigeyo Kawamura (川村 繁代, Kawamura Shigeyo)) ist eine japanische Synchronsprecherin (Seiyū). Bekannte Rollen von Kawamura sind Naga, die weiße Schlange in Slayers und Jung Freud in Gunbuster. Seit dem 8. November 1991 ist sie mit dem Mangaka Mamoru Nagano (Five Star Monogatari) verheiratet.

## Filmografie (Auswahl)
- Ai to Yūki no Pig Gal Tonde Būrin (Nanako Tateishi/Cutey Ciao)
- Ayane-chan High Kick (Sakurako Miyagawa)
- Brain Powerd (Higgins Saz)
- City Hunter 2 - Yuriko
- El Hazard 2 (Ifurita)
- Gall Force (Eluza, Fortin)
- Ghost Sweeper Mikami (Theresa)
- Gunbuster (Jung Freud)
- Heavy Metal L-Gaim (Lillith Fuau, Gaw Ha Leccee)
- Jūni Senshi Bakuretsu Eto Ranger (Tart, Princess Aura)
- Marl Ōkoku no Ningyō-hime (PC-Spiel; Kururu)
- Mobile Suit Gundam: Char's Counterattack (Quess Paraya)
- Mobile Suit Zeta Gundam (Beltorchika Irma)
- Neon Genesis Evangelion (Kyoko Zeppelin Soryu)
- PoPoLoCrois (PS-Spiel; Königin Narushia)
- Saber Marionette J (Tamasaburō)
- Sailor Moon (Eudial)
- Saint Seiya (Freya)
- Samurai Pizza Cats (Usa-hime)
- Seisenshi Dunbine (Chum Huau)
- Harukanaru Toki no Naka de (PC-Spielereihe; Shirin, Masako Hōjō)
- Shōjo Kakumei Utena (Mamiya Chida, Shadow Girl A)
- Slayers (Naga, die weiße Schlange)
- WMT-Serien:
  - Eine fröhliche Familie (Sally Gardiner)
  - Peter Pan no Bōken (Tiger Lily, Luna)
  - Das Geheimnis von Daddy Langbein (Karen Patterson)
  - Die singende Familie Trapp (Hedvic von Trapp)
  - Die schwarzen Brüder (Angeletta)
- Uta Kata (Saya Kogure)
- Valkyrie Profile (PS-Spiel; Frei)
- Z wie Zorro (Lolita)

## Diskografie
- Singles:
  - Nō aru Rival wa Tsume o kakusu (脳あるライバルは爪を隠す, Nō aru Raibaru wa Tsume o kakusu): 21. Juli 1995
- Alben:
  - Mamoru Nagano’s Super Nova: 21. November 1987
  - Green And Gold from “The Five Star Stories”: 21. Juni 1988
  - Haru no Yume – Sanctus (春の夢～サンクタス～): 21. Mai 1991
  - CANARY: 21. Juli 1992
  - Tsuki to Sakuragai (月と桜貝): 25. Juni 1993
  - RIPPLE: 22. September 1993 (als Teil der Silent-Möbius-Gruppe The Ripple, bestehend aus Maria Kawamura, Naoko Matsui und Chieko Honda)